# Kryptohandy
Als Kryptohandys werden abhörsichere Mobiltelefone bezeichnet.

## Funktionsweise
Bei älteren Modellen musste der Benutzer den entsprechenden Modus aktivieren, damit seine Gesprächsdaten durch das Telefon vor der Übertragung verschlüsselt werden. Damit die so gewählte Verbindungsart funktioniert, muss der andere Teilnehmer des Telefonats allerdings gleichfalls über ein Kryptohandy verfügen, welches die Entschlüsselung vornimmt. Anstelle einer Hardware-Lösung ist es bei vielen modernen Mobilgeräten möglich, eine entsprechende Verschlüsselung durch geeignete Software zu erreichen. Solche Varianten können in geringerem Maße modellspezifisch und dadurch preiswerter sein. Die Kommunikation wird entweder über die Server der kommerziellen Anbieter oder freie Alternativen abgewickelt. Anfallende Metadaten können zusätzlich mit Orbot, einer freien Proxy-App, über das Tor-Netzwerk verschleiert werden.

## Anbieter von Verschlüsselungstechnik

### Freie Betriebssysteme

#### iodéOS
iodéOS ist ein freies und quelloffenes Android-Custom-ROM für Google-Pixel-Geräte, die Fairphones 3, 4 und 5, das Moto G32, Moto G42 und Moto G52, das Motorola Edge 30 und Motorola Edge 30 pro, das One Plus 9, 9pro und 11, sowie das Shift 6mq. Es konzentriert sich auf Datenschutz. Ähnlich wie CalyxOS liefert iodéOS eine Reihe auf Datenschutz ausgerichtete Standard-Software mit, wie z. B. der iodé-Blocker, F-Droid, Thunderbird u. a. Es bietet wie GrapheneOS Verified Boot-Unterstützung zur Wahrung der Systemintegrität. Verified Boot stellt nicht nur sicher, dass auf Geräten eine sichere Version von Android ausgeführt wird, sondern sucht auch nach der richtigen Version von Android mit Rollback-Schutz.

#### CalyxOS
CalyxOS ist ein freies und quelloffenes Android-Custom-ROM für Google-Pixel-Geräte, die Fairphones 4 und 5, das Shiftphone 8, sowie das Moto G32, Moto G42 und Moto G52. Es konzentriert sich auf Datenschutz, Sicherheit und Barrierefreiheit. Ähnlich wie die Linux-Distributionen Tails oder Whonix liefert CalyxOS eine Reihe auf Datenschutz ausgerichtete Standard-Software mit, wie z. B. F-Droid, K-9 Mail, Briar, Signal u. a. Datenschutz-Apps. Auch CalyxOS bietet wie iodéOS eine vom Benutzer konfigurierbare Firewall an. Es bietet wie GrapheneOS Verified Boot-Unterstützung zur Wahrung der Systemintegrität. Verified Boot stellt nicht nur sicher, dass auf Geräten eine sichere Version von Android ausgeführt wird, sondern sucht auch nach der richtigen Version von Android mit Rollback-Schutz. Aufgrund des Ausscheidens mehrerer leitender Entwickler, ist die Entwicklung für sechs Monate (Stand August 2025) eingestellt, um eine neue Infrastruktur aufzubauen, die Versionen mit neuen Signaturen rausgeben soll, um die theoretisch mögliche Kompromittierung durch die ausgestiegenen CalyxOS-Entwickler zu umgehen. CalyxOS empfiehlt so lange auf ein alternatives CustomOS wie GrapheneOS, AXP OS oder iodéOS umzusteigen.

#### AXP OS
AXP OS ist ein freier und quelloffener Fork des eingestellten Android-Custom-ROMs DivestOS (siehe unten) mit zwei Varianten („flavours“): AXP OS Slim & AXP OS Pro. AXP OS Slim ist im Großen und Ganzen die Fortführung von DivestOS, während AXP OS Pro die Möglichkeit bietet trotz mit Magisk gerooten Smartphone den Bootloader zu schließen.

#### GrapheneOS
GrapheneOS ist ein freies und quelloffenes Android-Custom-ROM für ausgewählte Google-Pixel-Modelle. GrapheneOS verzichtet auf die Verwendung der proprietären Google-Play-Dienste, bietet aber die Möglichkeit diese in einer Sandbox mit weniger weitgehenden Berechtigungen nachzuinstallieren. GrapheneOS enthält außerdem Datenschutz-Erweiterungen auf verschiedenen Ebenen des Betriebssystems und in den mitgelieferten Anwendungen, wie zum Beispiel der Härtung von Kernel, Toolchain und Laufzeitumgebung und eine stark abgesicherte App-Sandbox. Edward Snowden sagte im September 2019, „wenn ich heute ein Smartphone konfigurieren würde, würde ich Daniel Micays GrapheneOS als Basis-Betriebssystem verwenden“. Diese Aussage bekräftigte er nochmals am 4. November 2022.

### Freie Kommunikationsanbieter

#### Signal
Signal ist ein freier und quelloffener Ende-zu-Ende-verschlüsselter Instantmessanger der US-amerikanischen, gemeinnützigen Signal-Stiftung. Zur Umsetzung der Datensparsamkeit dient das „Zero-Knowledge-Prinzip“, bei dem der Betreiber keinerlei Zugriff auf Nutzerdaten hat, was unter anderem auch eine FOIA-Anfrage (Freedom of Information Act) an das FBI bestätigte. Edward Snowden empfiehlt unter anderem im Zusammenhang mit der NSA-Affäre, mehr auf freie Software wie Signal zu setzen. Seit März 2017 ist Signal für den Senat der Vereinigten Staaten und deren Mitarbeiter zugelassen, seit Februar 2020 ist Signal die empfohlene Anwendung für den Nachrichtensofortversand der Europäischen Kommission und ihrer Mitarbeiter. In einer Untersuchung von 2022 der Stiftung Warentest erreichte Signal den ersten Platz der getesteten Messenger. Jan Penfrat von European Digital Rights (EDRi), einer internationalen Vereinigung von Bürgerrechtsorganisationen, die sich dem Datenschutz und der Freiheit der Bürger in der Informationsgesellschaft verschrieben hat, empfiehlt Signal.

#### Simple X Chat
Simple X Chat ist ein Messenger, der ein dezentrales Netzwerk auf Blockchain-Basis als Server-Ersatz 
nutzt und keine Benutzeridentifikation wie eine Telefonnummer, eine E-Mail-Adresse oder eine ID benötigt. Simple X Chat unterstützt, anders als Session, Post-Quantum-Verschlüsselung.

#### Session
Session ist ein Fork des Signal-Messengers, der ein dezentrales Netzwerk auf Blockchain-Basis als Server-Ersatz nutzt und keine Benutzeridentifikation wie eine Telefonnummer oder E-Mail-Adresse kennt. Es verwendet eine zufällig generierte 66-stellige alphanumerische Nummer zur Identifikation. Die Kommunikation (Nachrichten, Sprachclips, Fotos und Dateien) zwischen den Nutzern wird mit dem Session-Protokoll Ende-zu-Ende verschlüsselt. Das Loki-Blockchain-Netzwerk wird von Session für Übertragungen genutzt. Ein unabhängiges Audit durch den Drittanbieter Quarkslab im Jahr 2021 bestätigte diese Behauptungen. Session bietet Support für mehrere Plattformen, darunter macOS, Windows und Linux (deb, rpm, AppImage, Flatpak), sowie mobile Clients für iOS und Android.

#### Matrix
Matrix ist ein offenes Kommunikationsprotokoll für Echtzeitkommunikation. Als Referenzimplementierung des Matrix-Protokolls wird Element als Einsteiger-Client für neue Matrix-Nutzer empfohlen. Die Bundeswehr setzt Element unter dem Projekt „BwMessenger“ seit 2020 als offiziellen sicheren Kommunikationsclient ein. Etwaige Änderungen sollen frei verfügbar gemacht werden. Die Thales Group, ein auf Verteidigung und Sicherheit spezialisiertes Unternehmen, hat mit seinem Nachrichtensystem Citadel Team eine abgeleitete Version von Element entwickelt. In Frankreich soll ein Messenger auf Matrix-Basis in allen Ministerien und Behörden auf nationaler Ebene (geschätzte 5,5 Millionen Benutzer) eingesetzt werden. Der eigens entwickelte Client ist eine Abspaltung des Element-Clients. Produktivtests starteten im Sommer 2018, eine landesweite Einführung startete im Frühjahr 2019. Zuvor wurden wesentliche Funktionen beim Projekt „Tchap“ weiterentwickelt oder ergänzt. Die Behörde für Sicherheit in der Informationstechnik, ANSSI, überprüfte den Quellcode. Jan Penfrat von der EDRi empfiehlt auch Matrix.

#### XMPP
Das Extensible Messaging and Presence Protocol (XMPP, englisch für erweiterbares Nachrichten- und Anwesenheitsprotokoll) ist ein offener Standard eines Kommunikationsprotokolles, welches von der Internet Engineering Task Force (IETF) als RFC 6120, 6121 und 6122 veröffentlicht wurde. XMPP basiert auf dem XML-Standard und ermöglicht den Austausch von Daten. Als Client für das XMPP-Protokoll kann Conversations genutzt werden, ein freier Instant-Messaging-Client für Android. Conversations bietet optionale Ende-zu-Ende-Verschlüsselung (OpenPGP oder OMEMO) als auch Leitungsverschlüsselung (Transport Layer Security) an. Conversations erlaubt mehrere gleichzeitig auf ein Konto angemeldete Clients/Endgeräte (durch XMPP) und auch Nachrichtenzustellung auf mehrere Clients (Synchronisation) mittels der Protokollerweiterung „Message Carbons“ („Durchschläge“, XEP-0280). Mit Version 2.8 wurden im April 2020 verschlüsselte Audio- und Videotelefonate eingeführt.

### Kommerzielle Kommunikationsanbieter

#### PGPP
PGPP (Pretty Good Phone Privacy) ist ein Verfahren zur Authentifizierung im Mobilfunknetz, das zur Identifikation von Smartphones anstelle von IMSI-Nummern (International Mobile Subscriber Identity) virtuelle IMSI-Token verwendet. Das Verfahren wurde von zwei Forschern der Princeton University und der University of Southern California entwickelt und wird von der Firma INVISV vertrieben. Im Gegensatz zur IMSI, die einer bestimmten Person und/oder der SIM-Karte zugeordnet werden kann, werden die virtuellen IMSI-Token von PGPP monatlich neu anonymisiert zugeteilt. Die IMSI-Nummer und die IMEI-Gerätenummer (International Mobile Equipment Identity) dienen beide zur Identifikation von Smartphones. Während PGPP die IMSI-Nummer verschleiert, bleibt die IMEI-Gerätenummer unverändert bei dem Verfahren. Es sei angemerkt, dass die Änderung der IMEI-Gerätenummer für legale Zwecke in Deutschland erlaubt ist.

#### Silent Phone
Silent Phone ist eine App der Firma Silent Circle, die verschlüsselte Kurznachrichten, Sprach- und Videotelefonie auf iOS, Android und das von der Firma hergestellte Privat OS bietet.

#### Threema
Threema ist ein quelloffener Ende-zu-Ende-verschlüsselter Schweizer Instant-Messaging-Dienst zur Nutzung auf Smartphones und Tablets. Die Software ist auf Datenschutz und Datenvermeidung ausgelegt und erfordert im Gegensatz zu den meisten Konkurrenzprodukten für die Nutzung weder eine Telefonnummer noch sonstige personenbezogene Angaben. Seit Ende 2016 veröffentlicht die Threema GmbH einen jährlichen Transparenzbericht, in dem sie Behördenanfragen offenlegt und die Art der angefragten Daten erläutert. Jan Penfrat von der European Digital Rights (EDRi) empfiehlt auch Threema.

### Kommerzielle Anbieter von Fertiglösungen

#### ApostrophyOS & Punkt Tronics AG
ApostrophyOS ist ein Schweizer closedsource Android-Custom-ROM, das Wert auf Sicherheit und Privatsphäre legt. Der Messenger-Dienstleister-Threema arbeitet mit Apostrophy zusammen und wird in ApostrophyOS standardmäßig ausgeliefert. Der Schweizer Hersteller Punkt Tronics AG verkauft das Smartphone „Punkt MC02 5G“, welches mit ApostrophyOS ausgeliefert wird.

#### Copperhead Ltd.
CopperheadOS war ein quelloffenes, mittlerweile closed-sourced, Android-Custom-ROM. Hersteller ist Copperhead Ltd., ein in Toronto ansässiges Unternehmen. Der Hersteller verkauft Kryptohandys auf Basis der Google-Pixel-Reihe mit bereits installiertem und einsatzbereitem CopperheadOS.

#### Nitrokey
Die in Teltow (Brandenburg) tätige Firma Nitrokey bietet mit dem NitroPhone gehärtete Google Pixel Geräte mit GrapheneOS an. Optional werden Mikrofone und Sensoren entfernt, um das Abhören der Umgebung physikalisch unmöglich zu machen. Telefonate werden dann mit optionalem Headset geführt. Die aktuellen Produkte der NitroPhone 5 Reihe nutzen die Google Pixel 9 Geräte.
Das NitroPhone 4 basierte auf dem Google Pixel 8, das NitroPhone 3 auf dem Google Pixel 7, das NitroPhone 3a auf dem Google Pixel 7a und das NitroPhone 2 Pro auf dem Google Pixel 6 Pro mit GrapheneOS. Das Nitrophone 1 war ein gehärtetes Google Pixel 4a mit GrapheneOS.

## Mobiltelefone der deutschen Bundesregierung
Als Kanzler-Handy wird umgangssprachlich das Mobiltelefon-Modell bezeichnet, das von den Mitgliedern der deutschen Bundesregierung und deren Mitarbeitern für sicherheitssensible Kommunikation genutzt wird.
Bislang standen den Regierungsmitgliedern die auf HTC-Smartphones basierenden Modelle SiMKo 1 und SiMKo 2, entwickelt von der Telekom-Tochter T-Systems, zur Verfügung. Die Geräte können aber lediglich Datenverkehr verschlüsseln. Zur Gesprächsverschlüsselung wird daher stets ein zweites Gerät benötigt, wobei auf Handys von Nokia mit Symbian^3-Betriebssystem zurückgegriffen wurde; diese können Gespräche verschlüsseln, aber wiederum keinen Datenverkehr. Dieser Zustand wird von den Nutzern als unbefriedigend angesehen, zumal die Geräte als unpraktisch und langsam beschrieben werden. Aus diesem Grund verwenden viele Regierungsmitglieder auch am Arbeitsplatz ein privates Gerät, obwohl dies per Verwaltungsvorschrift (Verschlusssachenanweisung) ausdrücklich untersagt ist.
Abhilfe sollten daher ab 2014 die beiden folgenden Modelle schaffen:
- das SiMKo 3 auf Basis eines Samsung Galaxy S3 sowie
- ein Blackberry Z10,[73] das von der Düsseldorfer Secusmart GmbH sicherheitstechnisch erweitert wurde.[74]

Beide Modelle sind vom Bundesamt für Sicherheit in der Informationstechnik geprüft und als abhörsicher eingestuft worden; dennoch sind sie nur für die Weitergabe von sicherheitsrelevanten Informationen der untersten Geheimhaltungsstufe Verschlusssache – nur für den Dienstgebrauch freigegeben. Einige Fachleute halten Secusmart-Telefone für nicht sicher. Im Zufallszahlengenerator des Blackberry wurde schon kurz nach dessen Veröffentlichung eine mögliche Hintertür gefunden, nach der die Daten abgegriffen werden können, noch bevor sie verschlüsselt werden. Die Hintertür wurde zudem 2006 von der Firma Certicom, die von Blackberry übernommen wurde, zum Patent angemeldet.
Während beim Modell von Secusmart ein Blackberry-10-Betriebssystem zum Einsatz kommt, das mit einer Smartcard eine erweiterte Hardware erhielt und das Basis-Betriebssystem von BlackBerry beibehält, wurde für das SiMKo 3 ein eigenes Betriebssystem für die dienstliche Kommunikation entwickelt. Das SiMKo 3 wurde bei einem behördlichen Test unter anderem wegen eines kleineren Arbeitsspeichers sowie fehlender Foto-, WLAN- und Bluetooth-Funktionalität kritisiert. Einem Sprecher der Telekom zufolge werden dienstliche und private Kommunikation beim SiMKo 3 strikt getrennt, während es sich beim Secusmart lediglich um „ein Gerät für Konsumenten mit einer zusätzlichen Sicherheitsstufe“ handelt. Beide Geräte standen erst ab 2014 mit vollem Funktionsumfang zur Verfügung. Im Oktober 2014 bestätigte die Deutsche Telekom, dass die Entwicklung des SiMKo 3 eingestellt wurde.
Kontroversen löste infolge der Überwachungs- und Spionageaffäre 2013 die Ausspähung eines Mobiltelefons der Bundeskanzlerin aus. Bei dem betroffenen Handy handelt es sich um ein Vorgängermodell des finnischen Herstellers Nokia, welches ihr im Rahmen ihrer Tätigkeit als CDU-Vorsitzende von der Partei bereitgestellt wurde und keine Verschlüsselungstechniken bereitstellte. Der Bundesregierung liegen bisher keine Protokolle oder technischen Nachweise vor. Das BSI und der BND verfügen lediglich über Indizien, die einen „verdichteten Verdacht“ begründen.

## Historische und ehemalige Anbieter

### Infolge behördlicher Ermittlungen geschlossene Anbieter

#### EncroChat
EncroChat war ein in Europa ansässiger Dienstleistungsanbieter, der primär von der internationalen organisierten Kriminalität zur Planung und Durchführung krimineller Aktivitäten genutzt wurde. Europol hackte die Kommunikation 2020 und nahm 1800 Personen fest, darunter Schwerstkriminelle. Nach der Aktion stellte EncroChat den Geschäftsbetrieb ein.

#### Sky Global
Sky Global war ein in Vancouver, Kanada ansässiger Dienstleistungsanbieter für den Vertrieb von Kryptosmartphones und verschlüsselten Kommunikationsdiensten. Justiz- und Strafverfolgungsbehörden in Belgien, Frankreich und den Niederlanden schafften es nach eigenen Angaben in enger Kooperation mit Europol und der europäischen Staatsanwaltschaft Eurojust den Kommunikationsdienst SkyECC im Februar 2021 zu unterwandern und 70.000 Benutzer abzuhören. Der Datenbestand von Sky ECC soll bis zu viermal so groß sein wie der von Encrochat.

#### Phantom Secure
Phantom Secure war ein in Kanada ansässiger Dienstleistungsanbieter für den Vertrieb von Kryptosmartphones und einem verschlüsselten E-Mail-Dienst. Die Nutzeranzahl der Handys betrug zwischen 10.000 und 20.000 Personen, die vermutlich in kriminellen Netzwerken aktiv waren. Vince Ramos, der Geschäftsführer der Firma, wurde am 7. März 2018 durch das FBI verhaftet, welches die Firma schloss.

### Honeypots
ANOM war eine gleichnamige Firma und ein Honeypot des FBI, die in Zusammenarbeit mit der australischen Bundespolizei ab 2019 eine App namens ANOM (Leetspeak An0m) entwickelte. Die Firma vertrieb von Panama aus mehr als 12.000 verschlüsselte Geräte an über 300 kriminelle Banden in mehr als 100 Ländern. Im Verlauf von 18 Monaten konnten während der Operation Trojan Shield 27 Millionen Nachrichten, die Kriminelle für abhörsicher hielten, von Ermittlern mitgelesen werden.

### Gerätehersteller

#### Rohde & Schwarz
Das TopSec GSM, eine Weiterentwicklung des Siemens S35i, ist ein bekanntes Gerät, das auf Sicherheit per Hardware setzt. Statt der beim Telefonieren mit einem Handy zur damaligen Zeit üblichen Sprachübertragung wird die Information bei diesem seit 2001 von Rohde & Schwarz vertriebenen und in Zusammenarbeit mit Siemens entwickelten Gerät per GSM mittels 128 bit Ende-zu-Ende-verschlüsselter Datenübertragung übermittelt. Sichere mobile Kommunikation (meist als SiMKo abgekürzt) war eine vom deutschen Bundesamt für Sicherheit in der Informationstechnik (BSI) empfohlene Lösung zur sicheren mobilen Kommunikation via Mobiltelefon.

#### SGP Technologies
SGP Technologies, ein Zusammenschluss von GeekPhones und Silent Circle, brachte ein Smartphone namens „Blackphone“ mit dem firmeneigenen PrivatOS, einem Android 4.4.2, das mit einigen sicherheitsrelevanten Werkzeugen, wie einem Internetzugang über VPN, ausgeliefert wurde, raus.

#### Omerta Digital Technologies
Omerta Digital Technologies, Dundee, GB vertrieb Kryptohandys der Google-Pixel-Reihe, die mit GrapheneOS und Signal ausgeliefert wurden.

### Softwarehersteller

#### DivestOS
DivestOS war ein freies und quelloffenes Android-Custom-ROM für Mobiltelefone, die auf der Android-Plattform basieren. Es war ein soft fork von LineageOS und zielte darauf ab, auf einer Vielzahl von Geräten die Sicherheit und den Datenschutz zu erhöhen, sowie ältere Geräte zu unterstützen. Es entfernte so weit wie möglich proprietäre Android-Komponenten und enthielt nur freie Software. DivestOS-Builds waren mit Release-Schlüsseln signiert, so dass Bootloader auf vielen Geräten neu gesperrt werden konnten. Ein automatischer Common-Vulnerabilities-and-Exposures-Patcher wurde verwendet, um die Kernel gegen viele bekannte Sicherheitslücken zu patchen. DivestOS unterstützte für viele Geräte Verified Boot. Dieses sollte sicherstellen, dass der gesamte ausgeführte Code von einer vertrauenswürdigen Quelle stammt und ein Angreifer keine Manipulation daran vorgenommen hat.